# 芳賀登
芳賀 登（はが のぼる、1926年7月30日 - 2012年2月26日）は、日本の日本史学者。筑波大学名誉教授。

## 生涯
愛知県豊橋市生まれ。1951年東京文理科大学史学科卒業後、高校教師を経て、大阪教育大学に赴任。東京教育大学が廃止され、筑波大学が設立されるにあたって同大教授に就任。大江志乃夫ら東京教育大学日本史教室の教員は、東京教育大学の廃止に反対して全員が筑波大学に横滑りしなかったため、井上辰雄・田沼睦・岩崎宏之・大濱徹也らは芳賀の招請によって筑波大学に赴任した。副学長を務め、1990年に定年を2年前に退官、東京家政学院大学教授、理事長を務めた。日本風俗史学会会長も務めた。
幕末の国学を専門とするが、著作の分野は多岐にわたる。著作選集全8巻がある。
2009年4月、旭日中綬章受章。
2012年2月26日、85歳で死去。

## 著書
- 『世界のおどり』東西文明社 (少年少女基本学校図書全集)　1956
- 『幕末国学の展開』塙書房（塙選書）1963、新版1978
- 『本居宣長』牧書店（世界思想家全書）1965
- 『幕末志士の生活』雄山閣 1965、新版1982（生活史叢書）
- 『西郷隆盛』雄山閣(人物史叢書)　1968
  - 『維新の巨人 西郷隆盛』雄山閣 1970、新版1979
- 『蛮社の獄 洋学の弾圧と夜明け前の犠牲者』秀英社 1970
- 『草莽の精神』塙書房（塙新書）1970
- 『葬儀の歴史』雄山閣 1970
- 『明治維新の精神構造』雄山閣 1971
- 『地方史の思想』日本放送出版協会(NHKブックス)1972
- 『本居宣長 近世国学の成立』清水書院 1972／吉川弘文館〈読みなおす日本史〉 2017
  - 『近世国学の大成者 本居宣長』1984（清水新書）
- 『世直しの思想』雄山閣 1973
- 『百姓一揆』潮出版社（潮新書）1973
- 『民衆史の創造』日本放送出版協会(NHKブックス)1974
- 『批判近代日本史学思想史』柏書房 1974
- 『明治国家と民衆 雄山閣 1974
- 『変革期における国学』三一書房 1975
- 『民衆史観』第三文明社(レグルス文庫)1976
- 『維新を求めて』毎日新聞社(江戸シリーズ)1976
- 『宿場町』柳原書店(記録・都市生活史)1977
- 『サムライの知恵・現代の知性』山手書房 1977
- 『東山の風土と歴史』山川出版社(風土と歴史)1978
- 『東海の風土と歴史』山川出版社(風土と歴史)1979
- 『幕末国学の研究』教育出版センター（史学選書）1980
- 『大江戸の成立』吉川弘文館（江戸選書）1980
- 『日本の農本主義』教育出版センター 1982
- 『江戸語の成立』1982 (開拓社言語文化叢書)
- 『近代日本の女たち』日本放送出版協会(NHK市民大学)1983
- 『ビジネスに活かす江戸の知恵』教育出版センター 1984
- 『『夜明け前』の実像と虚像』教育出版センター 1984
- 『民衆概念の歴史的変遷』雄山閣出版 1984
- 『近世知識人社会の研究』教育出版センター（史学選書）1985
- 『日韓文化交流史の研究』雄山閣出版 1986
- 『国家概念の歴史的変遷』全3巻 雄山閣出版 1987
- 『良妻賢母論』雄山閣出版 1990
- 『江戸っ子の生活』雄山閣出版 1990
- 『日本文化論』教育出版センター 1991
- 『大東京の思想』雄山閣出版 1992
- 『比較文化論 近代日韓交流史研究を中心として』教育出版センター 1992
- 『偽官軍と明治維新政権』教育出版センター 1992
- 『江戸東京文化論』教育出版センター 1993
- 『豪農古橋暉皃の生涯 維新の精神』雄山閣出版 1993
- 『日本風俗史学序説 微視の復権』つくばね舎 1993
- 『江戸歌文派の成立と展開』教育出版センター 1994
- 『日本生活文化史序論 歴史学を人々に』つくばね舎 1994
- 『近代水戸学研究史』教育出版センター 1996
- 『民衆と歴史の視点 戦後歴史学を生きて』雄山閣出版 1996
- 『江戸情報文化史研究』皓星社 1996
- 『柳田國男と平田篤胤』皓星社 1997
- 『芳賀登著作選集』全8巻・別巻  雄山閣出版、1999-2004
  - 1 地方史の思想　地方文化の基盤
  - 2 民衆史の提言と課題　日常生活の文化
  - 3 知識人社会の形成　風俗・情報文化
  - 4 本居宣長の学問と思想
  - 5 平田篤胤の学問と思想
  - 6 幕末国学の運動と草莽
  - 7 明治御一新と明治精神
  - 8 江戸文化と東京文化　暮らしの伝統と近代文明
  - 別巻 わが学問の原点と現状
- 『幕末志士の世界』雄山閣（江戸時代選書）2003
- 『士魂の人渡辺崋山探訪』つくばね舎（つくばね叢書）2004

### 共編著
- 『日本文化史の焦点』黒羽清隆共編 雄山閣出版 1963
- 『日本史百三十一話』黒羽清隆共著 雄山閣出版 1963
- 『番付集成』林英夫共編 柏書房 1973
- 『郷土資料の活用』杉山博、池永二郎共編 柏書房 1975
- 『江戸三百年1 天下の町人』西山松之助共著 講談社現代新書 1975
- 『地方史の思想と視点』児玉幸多、林英夫共著 柏書房 1976
- 『天明飢饉史料石谷家文書』乾宏巳、石谷貞彦共編 雄山閣出版 1977
- 『日本思想大系51 国学運動の思想』松本三之介共編 岩波書店 1977
- 『豪農古橋家の研究』 雄山閣出版 1979
- 『山の民の民俗と文化 飛騨を中心にみた山国の変貌』 雄山閣出版 1991
- 『成人式と通過儀礼 その民俗と歴史』 雄山閣出版 1991
- 『江戸の助け合い』光田憲雄、谷田部隆博共著 つくばね舎 2004
- 『鼎談 民衆史の発掘 戦後史学史と自分史を通して』色川大吉、齋藤博、松尾章一解説 つくばね舎（つくばね叢書）2006